# Alaert du Hamel
Pour les articles homonymes, voir Duhamel.
 (mai 2016).
Alart (ou Alaert) Duhameel (ou Du Hameel, ou Du Hamel, ou Duhamel), probablement né à Bois-le-Duc vers 1450 et mort à Anvers vers 1506, est un architecte et graveur brabançon actif entre la fin du XVe siècle et le début du XVIe siècle.

## Biographie
En 1478, Alart Duhameel est admis dans la confrérie de Notre-Dame de Bois-le-Duc. À cette époque, en tant que « maître de la loge », il dirige le chantier de l'église Saint-Jean de Bois-le-Duc, l'un des chefs-d’œuvre du gothique brabançon, dont il entreprend la nef et réalise le bras sud du transept ainsi que la chapelle de la confrérie de Notre-Dame entre 1478 et 1494-1495. Il conçoit également des objets liturgiques pour l'édifice, dont un ostensoir réalisé par l'orfèvre Hendrik de Borchgrave (1484). Les fonts baptismaux de l'église, dus au fondeur maastrichtois Aert van Tricht (1492), pourraient également avoir été dessinés par Duhameel. Ce dernier est également considéré comme un sculpteur, fonction incluse dans son titre de « maître de la loge » des tailleurs de pierres. Il pourrait aussi être l'auteur d'une stèle funéraire encastrée dans l'un des murs intérieurs de l'église : celle de son épouse, Margriete van Auweningen, morte en 1484.

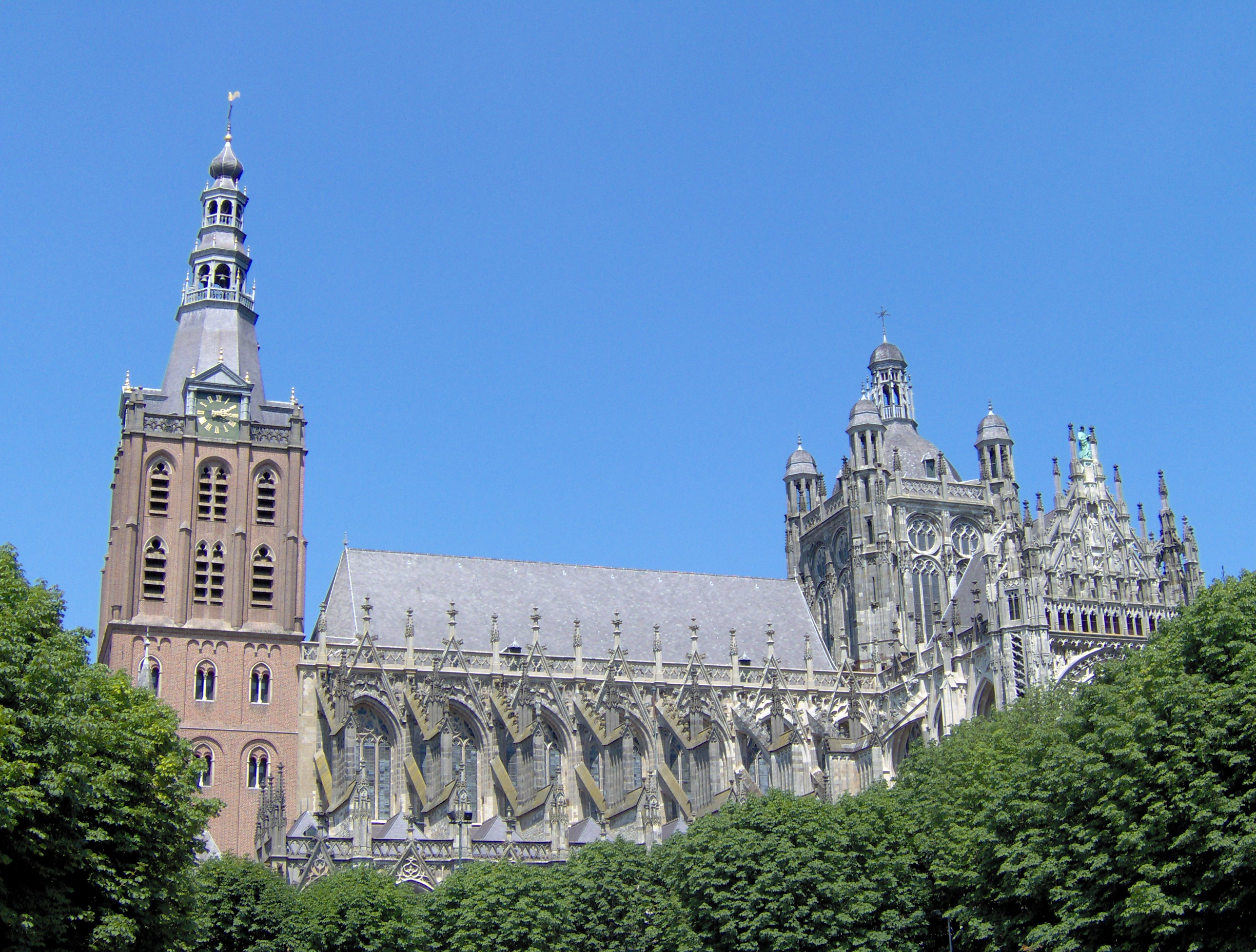
Cathédrale de Bois-le-Duc
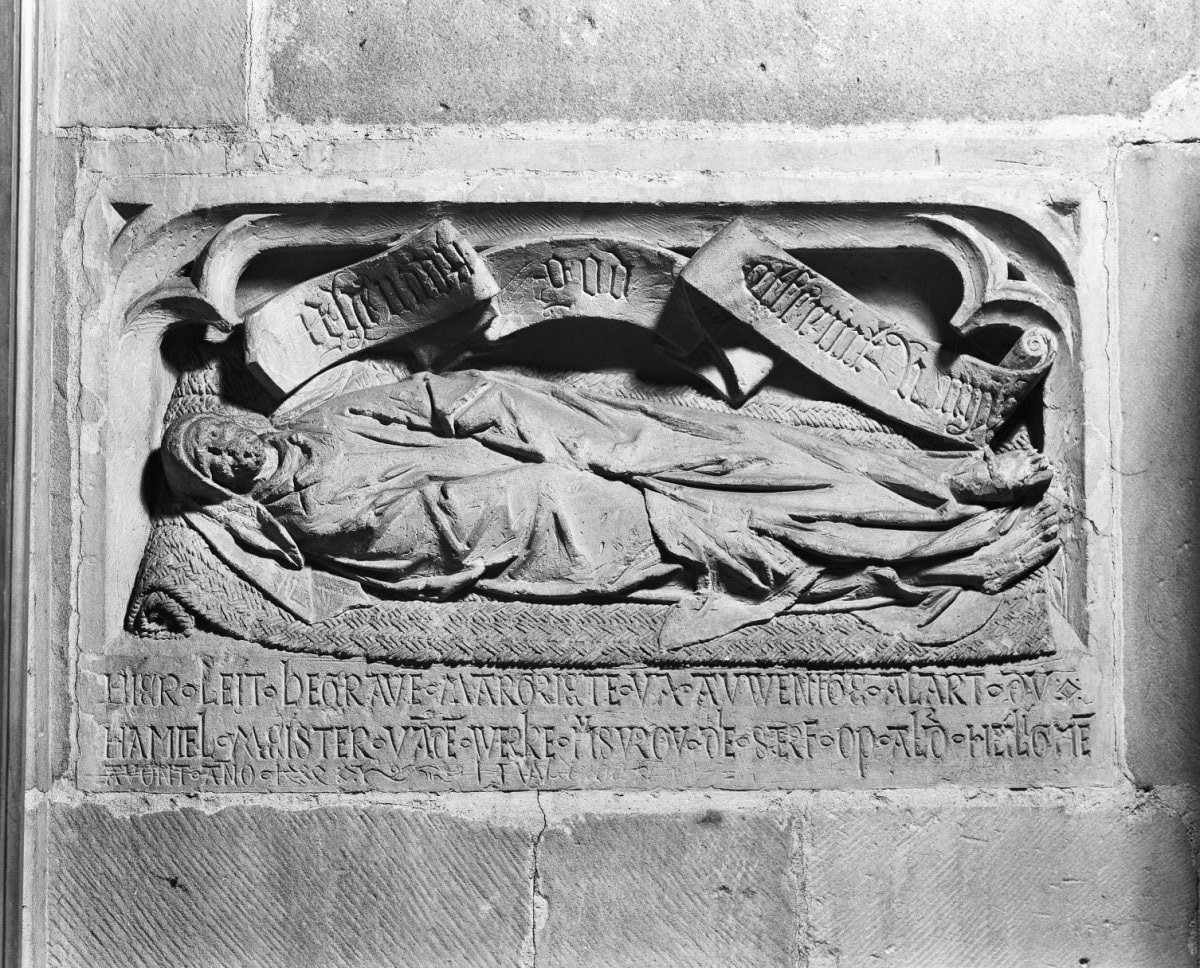
Stèle funéraire de l'épouse d'Alart Duhameel
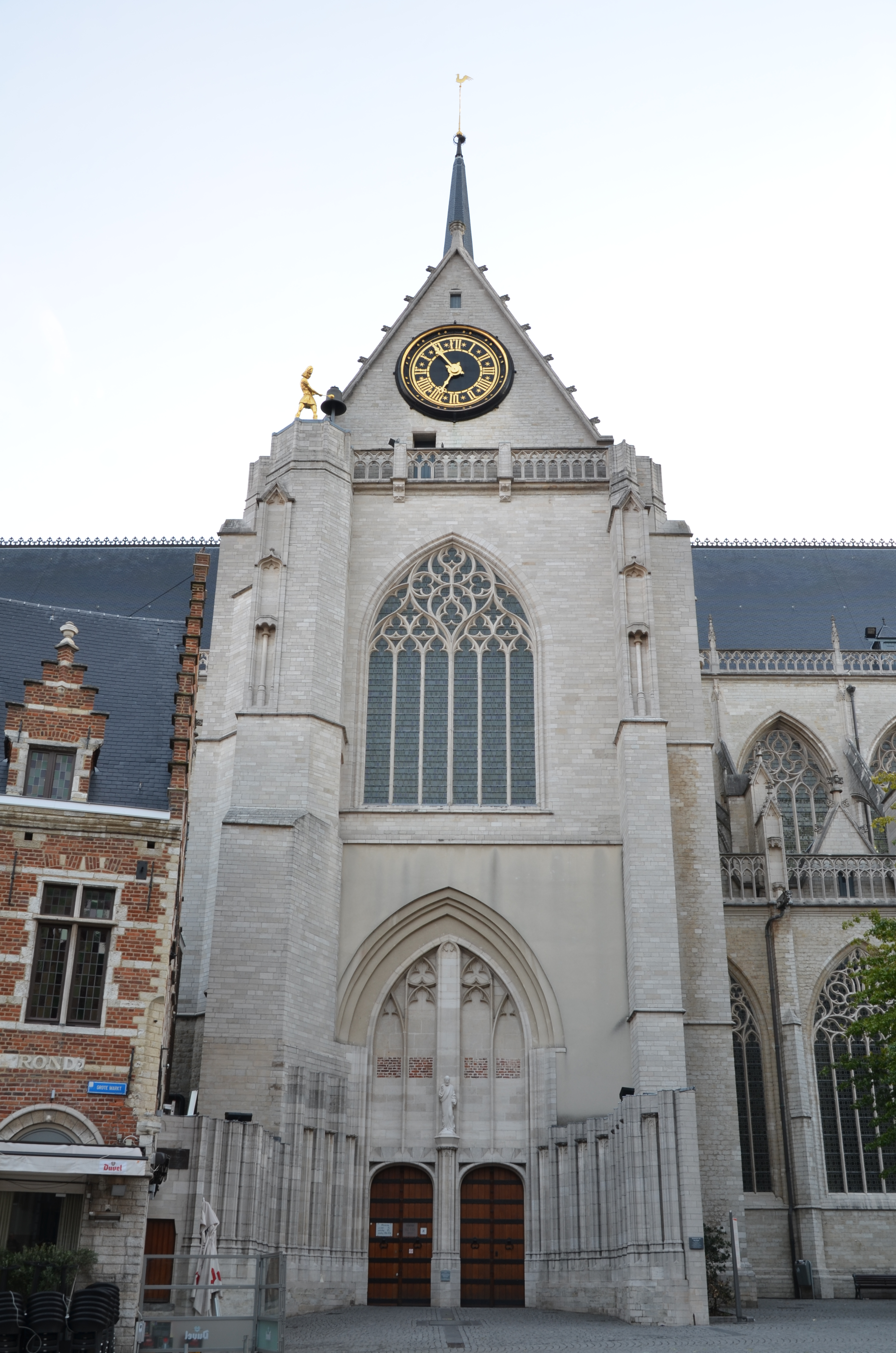
Portail méridional de l'église Saint-Pierre de Louvain

Entre 1494-1495 et 1502-1504, il assure les fonctions de stadmeester de Louvain. Il est alors remplacé à Bois-le-Duc par son beau-frère Jan Heyns. Outre ses travaux pour la commune de Louvain, Duhameel œuvre à l'achèvement de l'église Saint-Pierre de cette ville, où il dirige la construction du portail donnant sur le Grote-Markt à partir de 1497. Vers 1505, l'abbé Arnold Wyten le charge des agrandissements de l'abbaye de Parc. Il est ensuite actif à Anvers, où il meurt avant janvier 1507. Il a vraisemblablement été enterré à l'église Sainte-Walburge de cette ville (édifice détruit au XIXe siècle).
Duhameel est connu comme l'auteur de onze gravures au burin, dont plusieurs sont inspirées du style de son concitoyen de Bois-le-Duc Jheronimus van Aken, dit Bosch. Celles du Jugement dernier, de l'Éléphant de guerre et du Saint Christophe pourraient être des interprétations plus ou moins libres de tableaux perdus du maître. Ces gravures sont souvent signées d'un monogramme et de la mention Bossche, gentilité de Bois-le-Duc (comme dans le surnom du peintre).

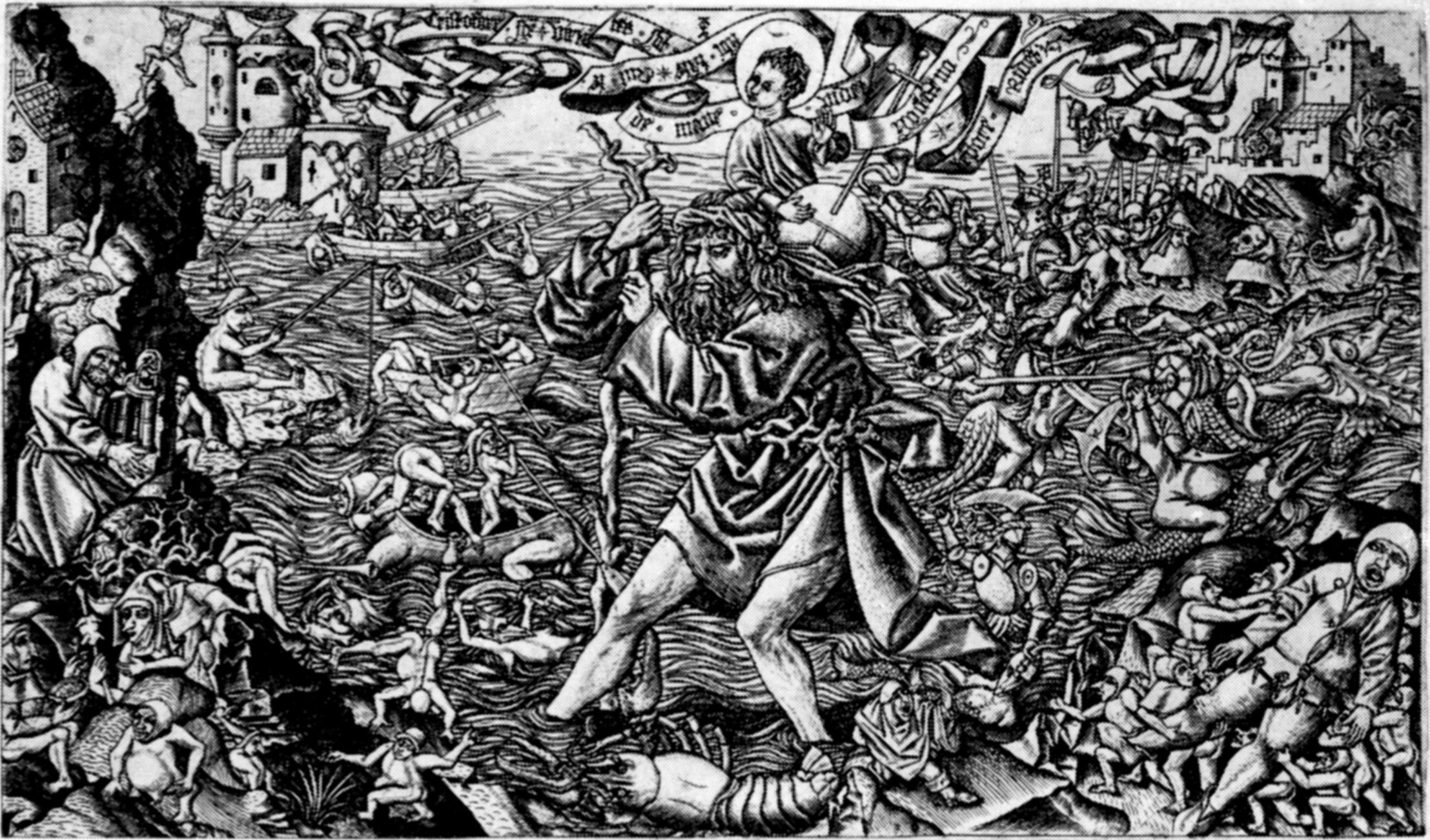
Saint Christophe
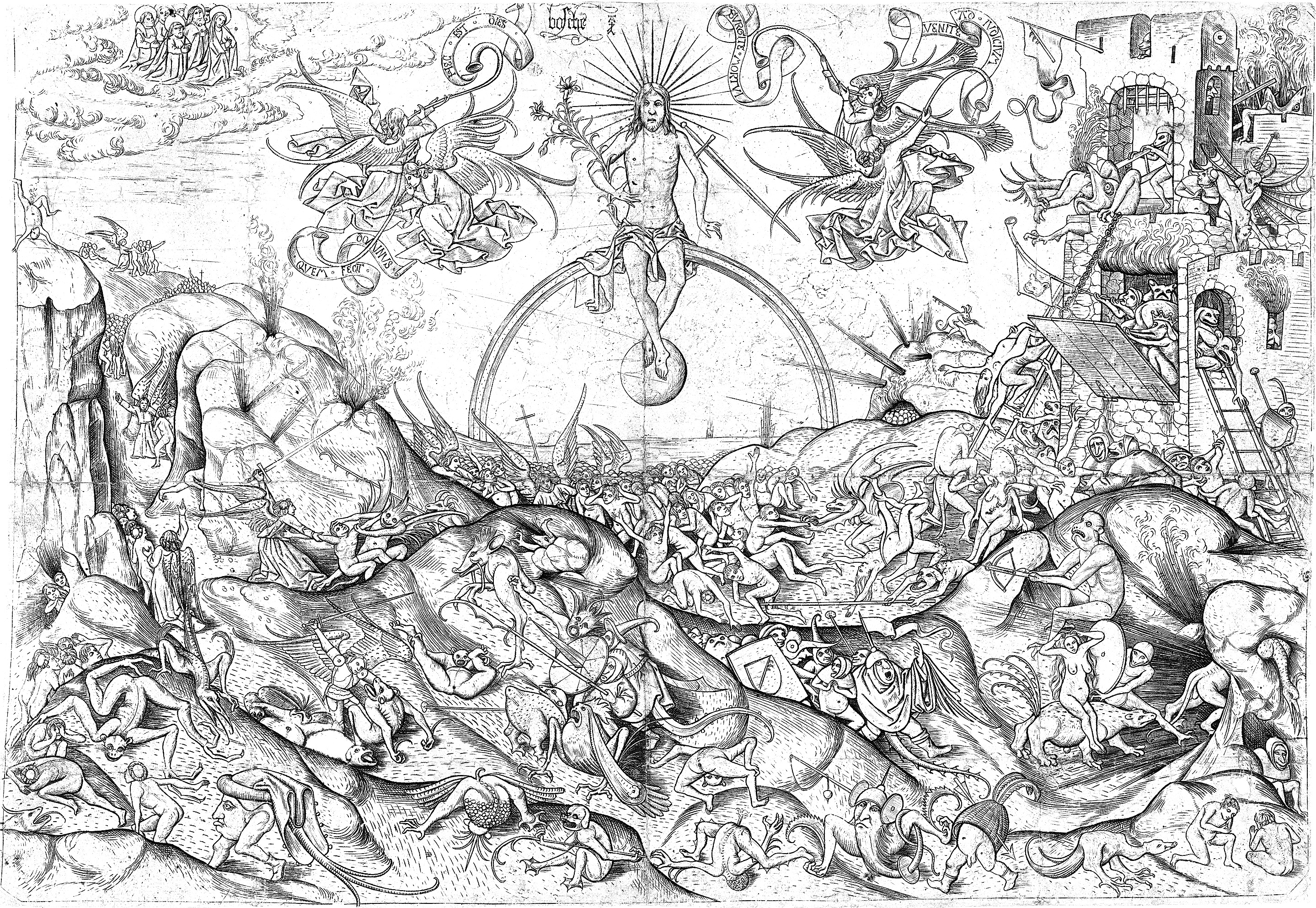
Jugement dernier
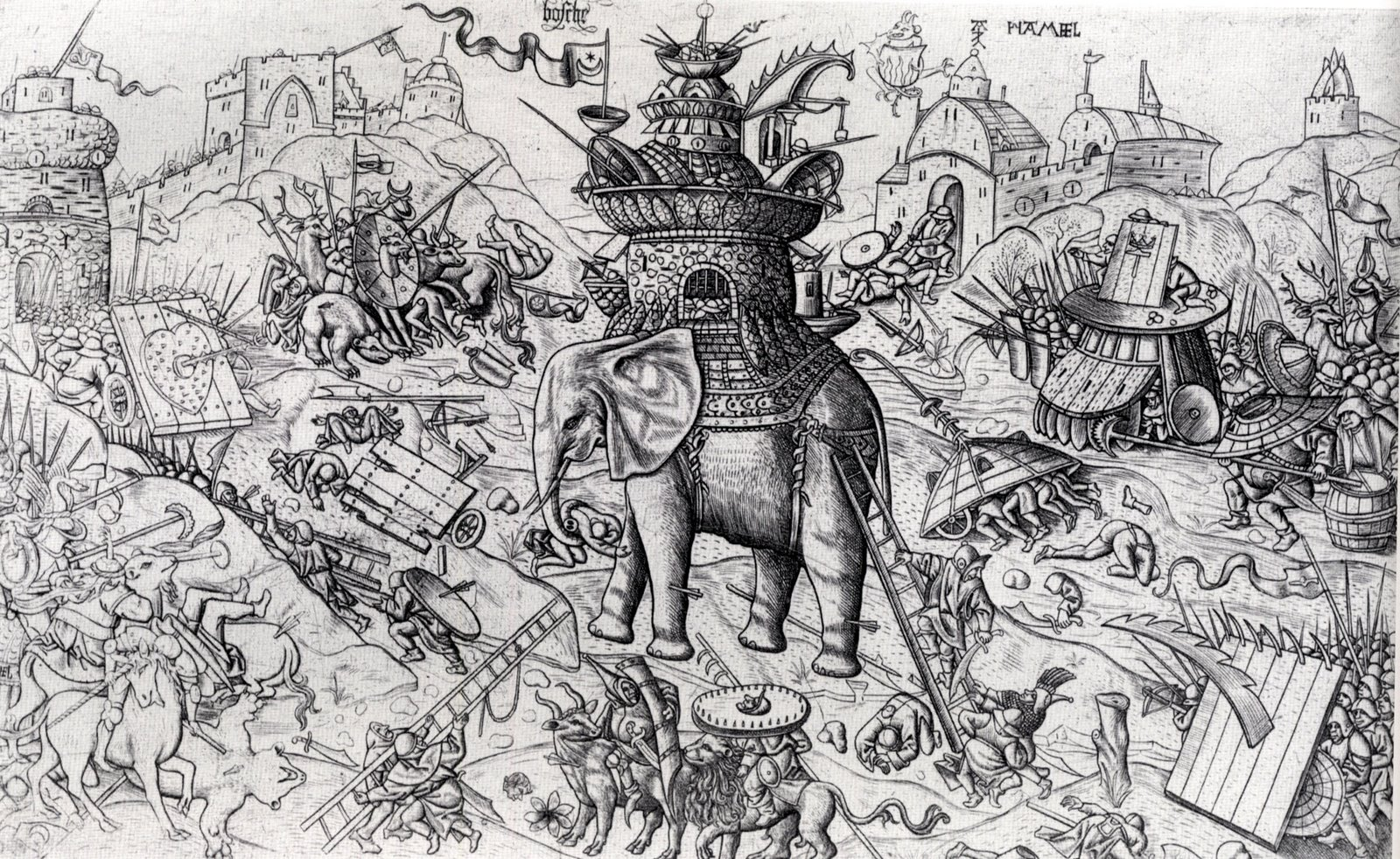
Éléphant de guerre